# Kis-antilláki leguán
A kis-antilláki leguán (Iguana delicatissima) a hüllők (Reptilia vagy Sauropsida) osztályába és a leguánfélék (Iguanidae) családjába tartozó faj.
A zöld leguán (Iguana iguana) közeli rokona, egyes rendszerekben csak az alfaja. Arca rövidebb és nincs a farkán csíkos minta.

## Előfordulása
A neotropikus faunaterületen őshonos, ezen belül a Karib-tengeren található Kis-Antillák szigetein, mint amilyenek Anguilla, Dominikai Közösség, Guadeloupe, Martinique, Saba, Saint-Barthélemy, Saint-Martin és Sint Eustatius.
Történelmi elterjedési területe Antigua és Barbuda, valamint Saint Kitts és Nevis szigeteire is kiterjedt, de ezen helyekről kipusztult.
Sokféle élőhelyen megállja a helyét, mint amilyenek a mangroveerdők, cserjések, száraz bozótos erdők, nedves erdők, száraz sziklás cserjések, a trópusi-és szubtrópusi szigetek. Szezonálisan különböző élőhelyeket részesít előnybe. Gyakoribb a trópusi-és szubtrópusi szigetek nedves erdőiben. A nedves évszakban ezeken a területeken a növényzet gazdagabbá és zöldebbé válik. Száraz évszakban a talaj kavics és finom homok keveréke, amelyet ritkás növényzet határol. Ritkábban fordul elő sűrű erdős területeken, és gyakrabban a sziklákkal szegélyezett dombokon és foltos növényzetben, amely nem alkot teljes lombkoronát a nyílt területek közelében. A kutatások szerint akár 300 méteres tengerszint feletti magasságban is megtalálható, gyakrabban fordul elő alacsonyabban fekvő területeken.

## Megjelenése
A kis-Antillái leguánra jellemző a nemi kétalakúság. A nőstény kikeléskor általában élénkzöld és ez a szín az ivarérés során is megmarad, bár egyes esetekben a nagyobb nőstények ivarérett korukra beszürkülnek. A hím kikeléskor zöld és az ivarérettség felé közeledve palaszürkévé válik. A nőstényhez képest a hímnek nagyobb a feje és a teste, markánsabb az arcuk és nagyobbak a háti tüskéi. Mindkét nem esetében az állkapocs, a torok és az orr az életkorral kifehéredik. Mindkét nemnél egyedi fehér foltok találhatók mindkét hátsó láb ventrális részén. Ezek a fehér foltok gyakorlatilag feromonmirigyek, amelyeket a kommunikációhoz használnak. A hímek feromonmirigyei kifejezettebbek, mint a nőstényeké. A hímnek két belső hemipénisze (csőszerű nemiszerve) is van, melyek kívülről két dudorként láthatóak a farka tövénél. A nőstényekből hiányoznak az ilyen dudorok. Mindkét nemnek rózsaszín arca van, ami különösen a hímek esetében figyelhető meg párzási időszakban.
|  |  |  |  |

A felnőtt állatokhoz képest a fiatalok elsősorban élénk smaragdzöld színűek. A farka felé ez az élénkzöld szín fokozatosan feketévé vagy barnává változik. Végtagja és törzse sötétzöld, ami segít a környezetbe való beleolvadásba.
Összehasonlítva a felnőtt hím-és nőstény méreteit, az eddigi legnagyobb befogott hím orrnyílás-hossza 32,9 cm (átlagban 27-28 cm), teljes hossza 131 cm, és tömege 2,87 kg. A legnagyobb elfogott nőstény orrnyílás-hossza 30,8 cm (átlag 24-25 cm), hossza 122 cm, tömege pedig 2,50 kg.

## Életmódja
A kis-antilláki leguán többnyire magányos állat, különböző egyedek csak párzási céllal szoktak összegyűlni. Ideje nagy részét a fákon vagy a földön tölti, ahol sütkérezik vagy élelem után kutat. Napi életmódú, kora reggeltől késő estig aktív.
A hím territoriálisabb, mint a nőstény. A hímek hevesen védik területüket más hímekkel szemben, ha korlátozottak az erőforrások vagy ha a terület sűrűn lakott. A hímet gyakran ugyanazok a nőstények kísérik a területén, a nemek gyakran együtt sütkéreznek. A nőstény csak a tojásrakási időszakban mutathat agressziót a ragadozókkal vagy más nőstényekkel szemben. Saját rejtekhelyet vagy odút alakítanak ki és ezt általában nem váltogatják. Legfeljebb 25-30 m-re távolodhat el búvóhelyétől táplálékkeresés vagy sütkérezés közben.
A nőstények a szárazföldi élőhelyekről oda-vissza vándorolnak a tengerpart menti területekre, ahol lerakják tojásaikat. A Dominika szigetén a nőstények által megtett átlagos oda-vissza út 1248 m-esre becsülhető. Mivel a nőstények ilyen nagy távolságokat tesznek meg, a hímekhez képest kiszolgáltatottabbak a járművek ütközéseivel szemben.
Növényevő; sokféle növényt, gyümölcsöt és magvat fogyaszt. Ismeretes, hogy a manszanilyafa is az étlapján szerepel, amely az emlősökre és madarakra mérgező vegyi anyagokat termel. A kis-antilláki leguánok a legnagyobb őshonos növényevő a Sint Eustatius szigetén. A nedves évszakban (augusztustól decemberig) különféle növények leveleit fogyasztja, és nem veti meg több növényfaj gyümölcsét se, mint amilyenek a barbadosi cseresznye (Malpighia emarginata) és a manszanilyafa (Hippomane mancinella). A száraz évszakban (januártól májusig) általában már több levelet fogyasztanak, mint gyümölcsöt. A felnőtt hím és nőstény táplálkozási szokásai azonosak. A kis-antilláki leguán különösen a Bourreria succulenta gyümölcsét fogyasztja.
A legaktívabban 11:00 óra körül táplálkozik. A fiatal egyedek a Guilandina bonduc gyümölcsét és a gyömbéralma (Annona squamosa) leveleit fogyasztják.
Ismert ragadozói közé tartoznak az ember által behozott macskák és a kutyák, amelyek veszélyt jelenthetnek a fiatal-és felnőtt állatokra egyaránt. Egy 2018-as tanulmány arról számolt be, hogy a macskák jelenléte a St. Eustatius-szigeten közvetlenül a fiatalok túlélési rátájának a csökkenéséhez vezetett. Természetes ragadozói közé tartozik a rőtfarkú ölyv, a tarka vércse, a vöröshasú sikló és a dominikai földi gyík; az utóbbi kettő inkább a fiatalokra vadászik. Rejtőzködő színezetű, aminek révén képes beleolvadni környezetébe és elkerülni a ragadozók támadásait. Ha az állat veszélyben van, akkor képes leejteni a farkát, amely továbbra is képes mozogni, és elterelve a üldöző ragadozók figyelmét. A kis-antilláki leguán képes visszanöveszteni leejtett farkát.

## Szaporodása
Keveset tudunk a faj párzási rendszeréről, de zöld leguán esetében a poligín rendszer (egy hím több nősténnyel) jellemző, és közeli rokona a kis-antilláki leguánnak. Ezen két faj hibridizálódhat, ami valószínűsíti, hogy a kis-antilláki leguánra is a poligínia jellemző. Párzási időszakban a hím nagyon territoriális és agresszív, akár a nőstényeken is hagyhat párzás közben harapás-és karcolásnyomokat.
A nőstény egyedül vándorol a közösségi fészkelőhelyre; a hím azonban nem vesznek részt párzás után a szülői gondoskodásban. A nőstények a szárazföldi élőhelyekről vándorolnak, hogy megfelelő fészkelőhelyet találjanak a tengerpart mentén. Dominika szigetének gyakori fészkelőhelye egy 45 fokos szögben kitett part menti lejtő. A leguánok következetes fészekásása miatt hiányzik a növényzet. A nőstények többnyire reggeltől késő délutánig ásnak. Egyszerre egy-egy mélyedést ás, ami akár 1 méteres is lehet, elkészítése viszont több napig is eltarthat.
Fészeképítés közben a nőstény éberen figyeli környezetét. Védekezővé válhat, ha más nőstények fenyegeti a fészke környékét és ilyenkor hajlamosabb az erőszakra. Az agresszív viselkedés elhalványul, amint a tojásokat lerakta, és az üreg nyílását beborítja a környező talajjal. Általában elmenekül a területről, ha a potenciális ragadozók megjelennek. Miután a nőstény tojásait elrejtette, elhagyja a fészket és visszatér a szárazföldre.
Az áprilistól júniusig tartó nedves évszakban van a párzási időszak. A párzás és a tojásrakás közötti idő körülbelül 6 hónap. A nőstények a part menti területekre vándorolnak, hogy megfelelő aljzatot találjanak a tojások mélyedéseihez. Lehetőleg olyan területeket választanak ki, ahol kisebb mértékű az árvíz kockázata, valamint megfelelő szintű napsugárzás-és nedvességtartalom található. Az ilyen területek biztosítják a szükséges termikus és hidraulikus feltételeket a fiatal egyedek sikeres kikeléséhez. A Dominika szigetén 2016-ban végzett tanulmány megállapította, hogy a kis-antilláki leguán átlagosan 12,5 tojást rak egymáshoz. A tojások átlagos tömege 19,6 g, átlagos hossza 45,3 mm és átlagos szélessége 29,5 mm.
A kisebb antillákból származó leguántojások lappangási ideje körülbelül 3 hónapig tart. A születési tömeget és a terhességi időszakot nem számolták be. A fiatalok általában augusztus és szeptember között bújnak elő a mélyedésekből. A kikelés után 1-2 évig a fiatal egyedek csoportba verődnek, hogy elkerüljék a ragadozókat, miközben táplálékot és menedéket keresnek. Mindkét nem 5-6 éves korában éri el az ivarérettséget. A hímek akkorra válik ivaréretté, ha elérik a 27–28 cm-es orrnyílás-hosszt. A nőstények azonban 24–25 cm-es orrnyílás-hossznál lesznek ivarérettek.
A hím a párzáson túl nem mutat szülői befektetést, addig a nőstény a tojásrakás előtti szülői befektetést mutatja. A nőstény nem mutat további szülői szerepet a megfelelő élőhelyen kialakított mélyedéseken túl. A kis antillák leguán fiataljai kikelésükkor függetlenek.

## Természetvédelmi helyzete
A kis-antilláki leguánt Természetvédelmi Világszövetség (IUCN) vörös listáján a súlyosan veszélyeztetett fajok közé sorolja és a Washingtoni egyezmény (CITES) a II. függelékében. A II. függelék alá tartozó állatokat nemzetközi kereskedelemre engedélyeztetni kell és exportengedélyt kell rájuk kapni.
A fajra nézve a legnagyobb veszélyt a zöld leguánnal való hibridizáció jelenti. A két faj közötti hibridizáció a kis-antilláki leguánpopulációnak gyors csökkenését okozta. Egy 2015-ös tanulmány szerint az utolsó, genetikailag tiszta populációi Saint-Barthélemy, Dominika, La Désirade, La Petite Terre és Sint Eustatius szigeteire korlátozódnak.
Azon karibi országok, ahol megtalálható, védelmi erőfeszítéseket tesznek és legalább 45 nemzeti parkkal és legalább 164 védett területtel rendelkeznek a kis-antillai leguánok számára. Vadászata általában tilos, de az ilyen szabályokat a helyi hatóságok nem mindig tartják be szigorúan.